# Núi Sập

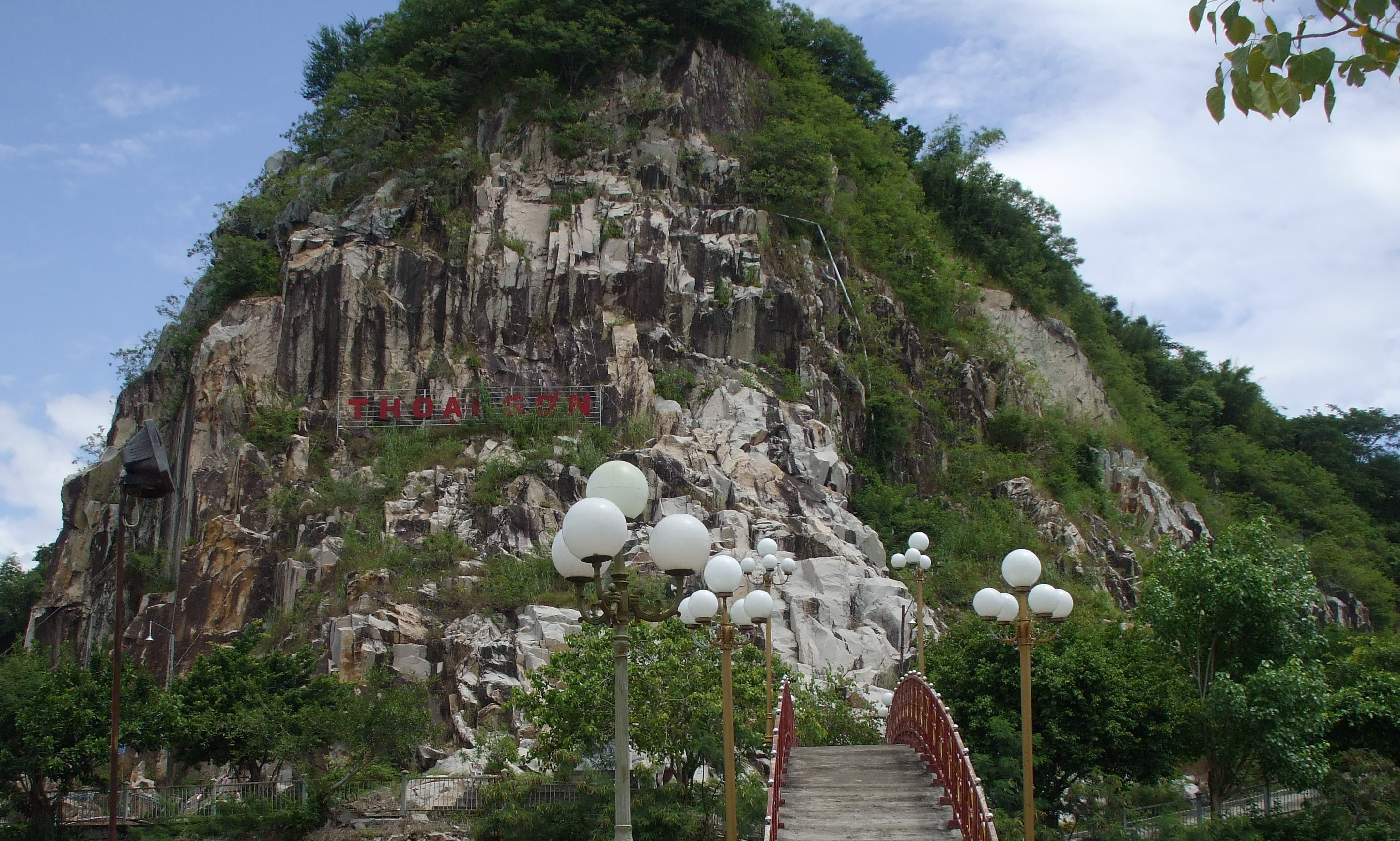
Núi Sập tức Thoại Sơn.

Núi Sập (tên chữ là Thoại Sơn) là một ngọn núi tại xã Thoại Sơn, tỉnh An Giang.

## Giới thiệu

### Đặc điểm
Núi Sập là trái núi lớn nhất nằm trong cụm Núi Sập bao gồm bốn núi: Núi Sập, núi Nhỏ, núi Bà và núi Cậu. Tất cả đều nằm trên địa bàn huyện Thoại Sơn. Núi Sập có độ cao 85m với chu vi 3.800m, cách thành phố Long Xuyên 29 km theo đường tỉnh lộ 943.
Sách Gia Định thành thông chí của Trịnh Hoài Đức mô tả núi này như sau:
Thoại Sơn, tục gọi là núi Sập, ở huyện Vĩnh Định, bờ phía đông sông Thoại Sơn (tục gọi rạch Ba Rách), phía bắc cách cửa Thoại Hà hơn 69 dặm. Từ sông lớn quanh phía bắc sang đông, đến trấn thành 283 dặm. Núi cao 20 trượng, chu vi 11 dặm rưỡi, đỉnh núi nguy nga, cây cao bóng cả, đẹp đẽ trang nghiêm tợ như cái lọng đẹp ở biên giới phía tây. Có Hương Tuyền (suối Thơm) chảy về tây 50 tầm đến đường sông mà bề sâu thuyền có thể đi được. Phía tây nam chân núi có Bửu Sơn (tục gọi là núi Cậu), xanh tốt cao 7 trượng, chu vi 1 dặm rưỡi, suối ngọt, đất tốt, cỏ cây tươi mượt, sơn dân ở vây quanh. Vì vùng gần Cao Miên, hoang vu mút mắt, nếu dùng đường thủy thì phải do đường Kiên Giang; mà con sông này đầy cỏ lác, bùn lầy ứ đọng, chỉ lúc mưa lụt ghe thuyền mới qua lại được.
Tháng 4 năm Mậu Dần, niên hiệu Gia Long thứ 17 (1818), vua sai Trấn thủ Vĩnh Thanh là Thống chế Thoại Ngọc hầu Nguyễn Văn Thoại kinh lý đường sông, việc hoàn thành, vua ban cho tên núi là Thoại Sơn để nêu danh tốt thần núi và cũng để ghi thành tích công lao của bậc nhân thần. Lại lệnh cấm dân chợ, dân Thổ đốn chặt cây cối để giữ lấy sinh khí, nhìn thấy non xanh mây phủ, suối đá ngọc ôm, thần sông nhượng đức, mẹ đất chứa linh, trấn giữ miền hiểm yếu, nêu sức mạnh để củng cố cõi Nam ta mà dâng thọ. Ôi! Hùng tráng lắm thay!

### Hồ Ông Thoại

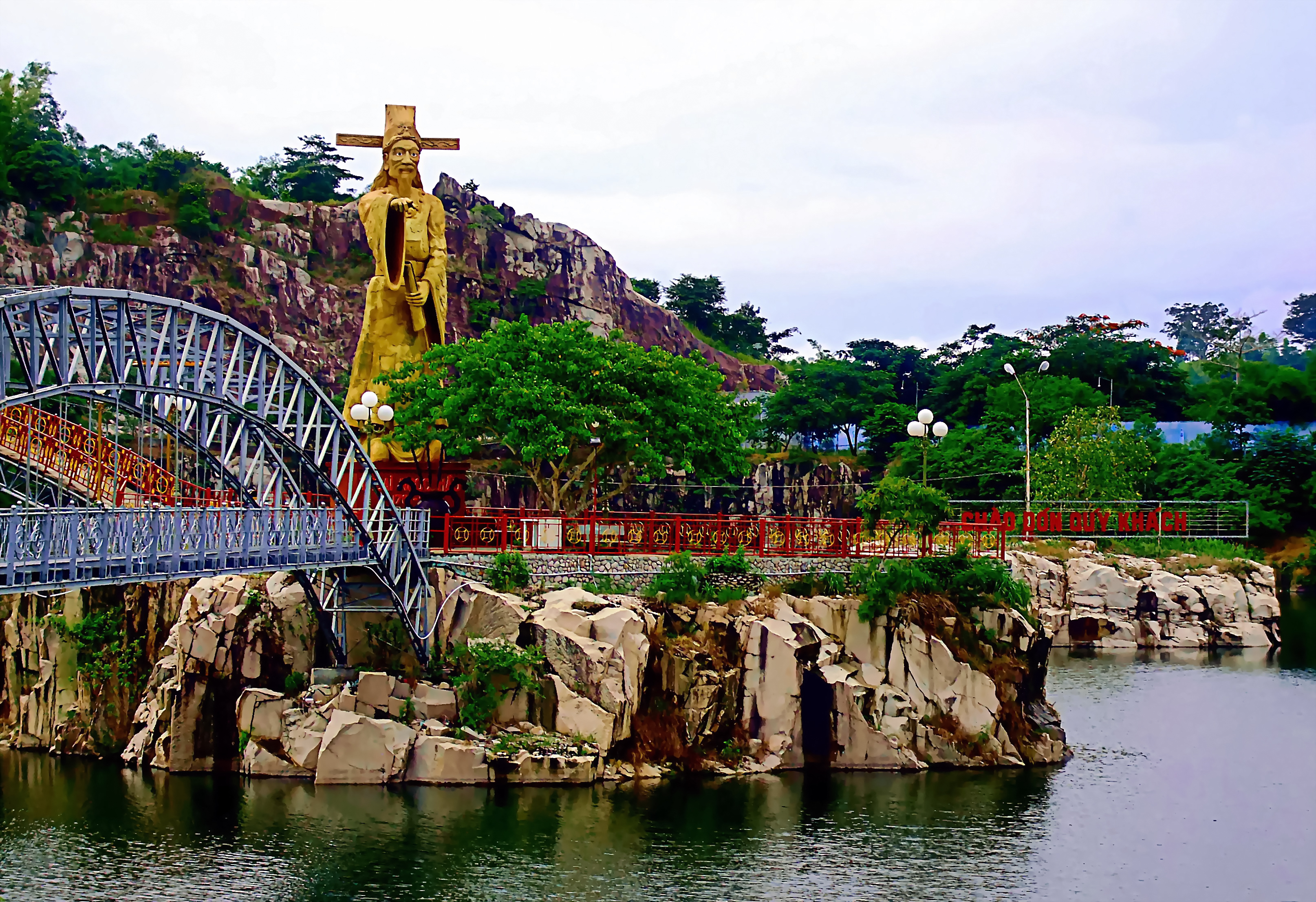
Hồ Ông Thoại

Suốt một thời gian dài, núi Sập bị khai thác đá triệt để. Chỉ đến khi thấy nguy cơ ngọn núi gắn liền công lao của Thoại Ngọc Hầu sẽ không còn tồn tại, chính quyền tỉnh An Giang mới cho ngưng việc khai thác đá, nhưng hậu quả để lại là dưới chân và bao quanh núi là những vực sâu hàng chục mét, rộng thênh thang...Ý tưởng làm du lịch liền nảy ra từ những vực sâu rộng này. Sau đó, nước được dẫn vào lòng những vực sâu, và được đặt tên là Hồ Ông Thoại. Du khách đến đây có thể chèo thuyền thưởng ngoạn cảnh đẹp của núi, của hang sâu, của hồ nước xanh thẳm với những đàn cá bơi lượn.

### Đình thờ Thoại Ngọc Hầu

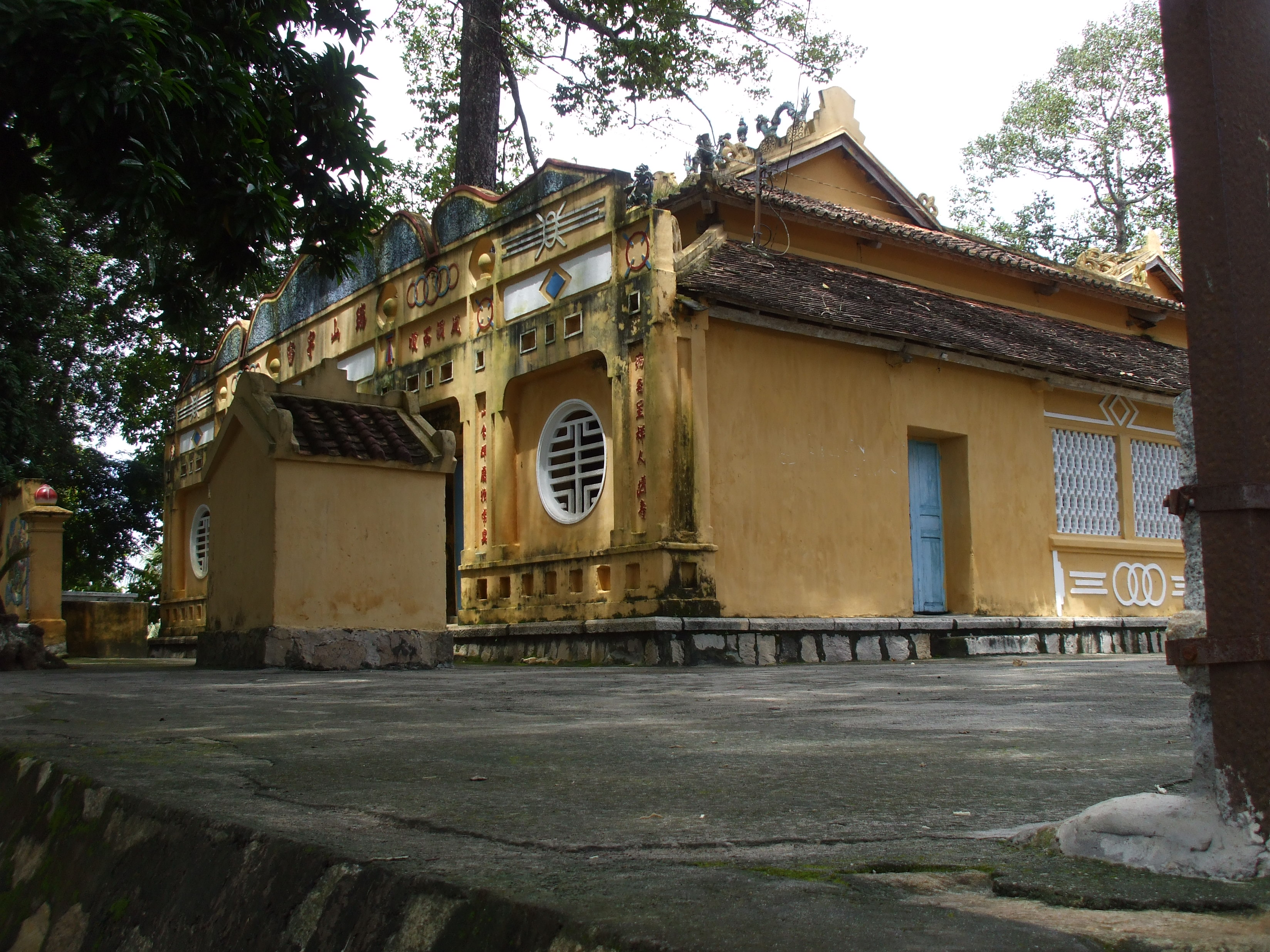
Đình thờ Thoại Ngọc Hầu, bên triền núi Sập.

Để đánh dấu công trình đào kênh Thoại Hà vào năm 1818, Thoại Ngọc Hầu cho soạn một bài văn khắc vào bia đá. Năm Minh Mạng thứ ba (1822), ông long trọng làm lễ dựng bia và khánh thành miếu thờ Sơn thần, nay là ngôi đình thần thờ Thoại Ngọc Hầu tại thị trấn núi Sập. Hằng năm, lễ hội Kỳ yên đình Thoại Ngọc Hầu được tổ chức long trọng trong 3 ngày 10,11,12 tháng 3 âm lịch. Đây là một lễ hội lớn nhất của người dân Thoại Sơn .

### Tài nguyên
Bên cạnh nguồn lợi từ du lịch, từ cây trái, núi Sập còn có nhiều nguồn lợi khác từ tài nguyên 
như đá xây dựng thuộc nhóm sáng màu mịn hạt, đá aplit và những mạch pecmatic chứa tràn kali và natri rất quý cho công nghiệp gốm sứ, sành sứ. Tuy nhiên, việc khai thác đá đã bị cấm trong nhiều năm nay.

## Xây cất trái phép
ông Nguyễn Ngọc Điệp - chủ tịch UBND thị trấn Núi Sập - cho biết trên núi Sập có tất cả bốn biệt thự đều xây dựng trái phép. Trong đó có “biệt phủ trên lưng núi Sập” đứng tên ông Trương Văn Thành (Duyên Phước Tự), cựu lãnh đạo TP Long Xuyên, và một ngôi nhà nữa cũng của ông ta liền kề; hai nhà còn lại của ông Trần Kiều Mai Diễm Phước (thường gọi là ông Beo) và bà Nguyễn Minh Lệ. Cả hai đều ngụ tại TP Long Xuyên. Ông Điệp cho biết, "Núi Sập này bây giờ toàn lãnh đạo, là cấp trên của mình không hà nên... bó tay. Núi Sập từ đó giờ không cho ai xây dựng nhà trên núi cả. Từ nay trở về sau cũng vậy, chúng tôi sẽ làm văn bản thông báo cho người dân biết nơi nào xây dựng được, nơi nào không để mọi người biết". Tỉnh ủy An Giang đã chỉ đạo cho huyện Thoại Sơn cùng với Ban Tôn giáo tỉnh phối hợp xử lý nhanh và nghiêm túc.
Ngày 12.4.2023, ông Dương Ngọc Lắm - chủ tịch UBND huyện Thoại Sơn, An Giang cho biết biết các chủ nhân đã cam kết tháo dỡ hết trong vòng 30 ngày.